# نایبیان کاشان
نایبیان کاشان‌ یک گروه فعال و مسلح علیه حکومت قاجار بود که در اواخر سده ۱۳ خورشیدی (اواخر قاجاریه)، در نزدیکی کاشان و مناطق پیرامون آن شکل گرفت. رئیس این حزب نایب حسین کاشی بود. نایب حسین، مردی طغیان‌گر بود که از او در کاشان به نام رابین هود زمان خود یاد می‌کردند. مبارزات نایبیان با حکومت قاجار و فعالیت‌هایش، روایت‌های بسیاری دارد که گاه به حواشی کشیده شده‌است.

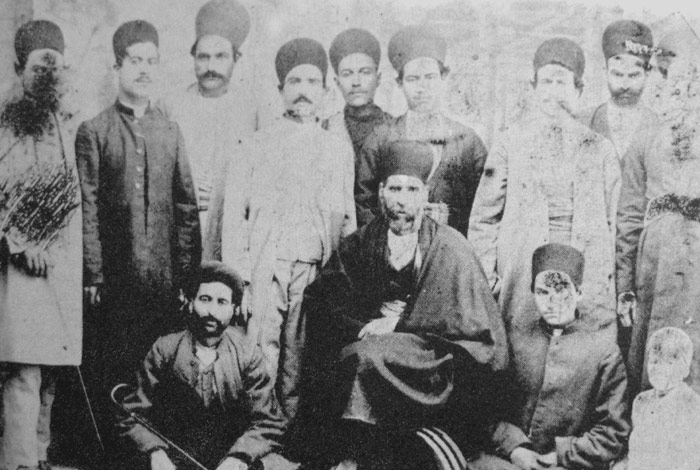
تصویری از نایب حسین کاشی و اطرافیانش

## پیشینه

### اصالت و خانواده حسین کاشی
در زمان نادرشاه افشار (اواخر سال ۱۱۵۲ ه‍.ق) تیره‌ای از لک زبان های لرستان که دائماً در حال جنگ و نزاع بودند را به کاشان تبعید کردند و آنان در خارج از شهر، در منطقه پشت مشهد کاشان ساکن شدند.
علی ابراهیم صباغ، پدر نایب حسین کاشی، از همان تبعیدیان و از ایل بیرانوند لرستان بود که به شغل صباغی مشغول بود و چندین فرزند داشت. فرزند بزرگ‌تر «هاشم‌بیگ» و فرزند کوچکترش «نایب حسین» بود. هاشم‌بیگ توسط حاکم کاشان دستگیر و مأموران در دیوان‌خانه او را خفه کردند و این آغازی برای حس انتقام و طغیانگری نایب حسین شد که تا دو دهه ادامه یافت.

### فرزندان حسین کاشی
نایب حسین کاشی نُه پسر به نام‌های: محمد، ماشاءالله، علی، حسن، امیر، رضا، اکبر، مهدی و مصطفی داشت که همگی از روحیه ایلی برخوردار بودند. در میان پسران حسین کاشی  «ماشاءالله‌خان» سیاست‌مدارتر از دیگران و دارای روحیاتی لطیف‌تر نسبت به پدر بود.

### منسوب شدن به عنوان نایب
در اواخر حکومت قاجاریه، به دلیل ضعف حکومت مرکزی، راهزنی و ناامنی ایران را فرا گرفته بود. سهام‌السلطنه حاکم وقت کاشان، به دلیل ضعف در برقراری امنیت، از نایب حسین کمک خواست و ناچار شد وی را نایب حکومت کاشان کند. از این رو حسین کاشی به «نایب حسین کاشی» مشهور شد.
نایب حسین در سرکوب کردن راهزنان موفق بود؛ ولی پس از چندی افراد مختلفی را به دور خود گرد آورد که به «نایبیان کاشان» معروف شدند. فرزند ارشد او به نام  یعنی ماشاالله خان با افرادش شروع به مبارزه با اشراف و استبداد کردند که حکومت مرکزی و ارتش نیز از سرکوب آنان ناتوان بودند.

## فعالیت‌ها
نایبیان کاشان که با شعار مبارزه علیه اشراف و حکومت فعالیت می‌کرد، در حدود دهه‌های ۱۲۸۰ و ۱۲۹۰ شمسی روی راستین خود را که در اصل راهزنی بود نمایان کرد؛ بعد از ترور ناصرالدین شاه، گروه نایب حسین فعالیت‌های خود را گسترش دادند. حکومت مرکزی مانند عصر ناصری قدرت نداشت؛ از این روکار نایبیان هم راحت‌تر بود. پس مدت کوتاهی نایبیان به باج گرفتن از روستاییان و سرقت اموال مردم پرداختند. حاکم کاشان هم که توان مقابله با آنان را نداشت، نمی‌توانست کاری انجام بدهد. مردم مدام به حکومت تلگراف زده و شکایت می‌کردند، اما فریادرسی نبود. یک‌بار اهالی روستای راوند یازده تن کشته خود را بر دوش گرفتند و برای دادخواهی به در خانه روحانیون کاشان آوردند که نتیجه‌ای برایشان نداشت.
در همین اوضاع ماشالله خان، پسر بزرگ نایب حسین که که او نیز وی را به عنوان نایب خود و رئیس دسته نایبیان قرار داده بود، به همراه محمدآقا بیگ از عرب‌های محله «پشت‌مشهد» مشترکاً داروغه شهر هم شدند که بعد هم از مدتی نتوانستند با هم کار کنند؛ درگیری آن‌ها به اوج رسید و شهر کاشان تبدیل به محل زد و خوردهای آنان شد.

### شروع جنبش مشروطه
با امضای فرمان مشروطیت و تشکیل مجلس شورای ملی، امید مردم برای بهبود اوضاع بیشتر شد. معترضان هر روز سیل تلگراف‌ها را به مجلس و وزارت داخله می‌فرستادند. پس از آنکه نتیجه‌ای حاصل نشد، مردم شهر در «مدرسه سلطانی» تحصن کردند. روحانیون شهر هم با دیدن اوضاع به آن‌ها پیوستند و شهر ناگهان شلوغ شد؛ بازارها تعطیل و مغازه‌ها بسته شد. مردم در خیابان‌های کاشان تجمع کرده و خواهان دستگیری نایب حسین و فرزندانش بودند. نایبیان با دیدن اوضاع مجبور شدند از کاشان خارج شده و به «مزرعه دوک» بروند که باغ و عمارتی در آن داشتند؛ اما وقتی روحانیون به مهدورالدم بودن آنان حکم دادند، دیگر مجال ماندن در آنجا را هم نداشتند. حتی مردم خانه‌های نایبیان را در پشت‌مشهد و مزرعه دوک خراب کردند. نایبیان به جوشقان و سپس قم رفته و از آنجا برای تظلم‌خواهی به تهران تلگراف زده بودند.
دولت از ماشالله خان درخواست کرد تا برای توضیح به تهران بیاید و او هم راهی پایتخت شد؛ اما در تهران دستگیر شد و حکم اعدامش را صادر کردند. به نظر کار نایبیان تمام بود؛ اما نمی‌دانستند قرار است دعواهای سیاسی آن‌ها را از این سقوط به اوج برساند.

### فراری از زندان به دستور محمدعلی شاه
محمدعلی‌شاه که یک راهِ جلوگیری از مشروطیت را ناامنی می‌دید، دستور به فراری دادن ماشالله خان را از زندان عدلیه داد و کمک کرد تا نایبیان به کاشان بازگردند. پس از انحلال مجلس مشروطه، نایبیان بیشتر قدرت گرفتند. ماشالله خان نایب نراق شد و برادرش علی هم «شجاع لشکر» لقب گرفت و به اصفهان رفت. آنها مزرعه دوک را پایگاه خود کرده و از همان‌جا عملیات را برای شهرها و روستاها رهبری می‌کردند. آنان محمد آقا بیگ داروغه، که اجازه ورودشان را به شهر نمی‌داد، کشتند تا بتوانند به پشت‌مشهد کاشان برگردند. پس از آن انبار اسلحه کاشان را غارت کردند و از اینجا نایب حسین به یاغی بزرگ کاشان با دو هزار سرباز تبدیل شد. پانصد نیرو خودش، پانصد نفر ازآن ماشالله خان و هزار نفر هم در راه‌ها و جاده‌های اطراف کاشان گماشته بود. او شبکه بزرگی از جاسوسان را در استخدام خود داشت که در ادارات دولتی مشغول به کار بودند. روزنامه کاشان که از مزدوران او بود نیز، مدام او را حامی ستم‌دیدگان و خدمتگزار مردم معرفی می‌کرد.

### مخفی کردن اندوخته‌ها
نایب حسین، به دلیل جابه‌جایی زیاد میان مناطق مختلف، پول‌ها و سکه‌هایش را در مناطق گوناگون که فقط خود از آنها مطلع بود، خاک می‌کرد و تنها سرنخ از گنج عظیم نایب حسین «سه سنگ» بود.

### پس از موفقیت جنبش مشروطه
پس از فتح تهران به دست مشروطه‌خواهان، مقابله با نایب هم آغاز شد. پس قشونی مسلح از قفقازی‌ها به کاشان آمدند تا او را به زیر بکشند؛ اما در جنگی سریع سخت شکست خوردند.
نایب پس از این پیروزی دست به تسویه حساب گسترده‌ای با عرب‌های پشت‌مشهد کاشان زد و بسیاری از آنان را کشت. کاشان از حکومت کمک خواست و مجاهدین مشروطه روانه کاشان شدند. مجاهدین هم در کاشان شکست سختی خوردند و جنازه‌هایشان در کوچه و خیابان به زمین افتاد.
آن زمان ایران ارتشی منظم و همیشگی نداشت و هر نیرویی جداگانه کار می‌کرد. پس حکومت به بختیاری‌ها دستور سرکوب نایب حسین را داد که آن‌ها هم راهی شدند و شهر را محاصره کردند؛ ولی نایب حسین گریخت. نوبت به قزاق‌ها رسید تا جلوی نایبیان را بگیرند. آن‌ها شهر را محاصره کرده و بی‌درنگ به توپ بستند؛ اما نایب و گروهش باز فرار کردند و به بیابان‌های اطراف گریختند.
یک‌بار هم ژاندارمری حمله کرد که نیروی منظم و آموزش‌دیده‌ای داشت. وقتی با فرار نایبیان مواجه شدند، تمام خانه‌های سران و اعضایشان را خراب و اموال‌شان را ضبط کردند.
نبرد بختیاری‌ها و نایبیان هم به دفعات اتفاق افتاد. بارها سربازان بختیاری به کاشان حمله و نایب را فراری می‌دادند. اما آنان هربار بازمی‌گشتند. در این جنگ و درگیری‌ها چندباری هم اموال مردم کاشان به غارت می‌رفت؛ یک‌بار که نایبیان درحال فرار و بختیاری‌ها در تعقیب‌شان بودند، تمام روستاها و شهرهای بین راه مانند مهاباد، نطنز،  موغار، زوار، اردستان، انارک، تون و طبس به دست نایبیان غارت شد. در این درگیری‌ها زنان برخی شهرها را هم به غنیمت می‌بردند و خانه‌های مردم را خراب می‌کردند.
شدیدترین محاصره نایبیان را محمدعلی سردار افخم و خسروخان سردار ظفر انجام دادند که با شش هزار سوار از اصفهان به کاشان آمدند. آنها توانستند ۱۷ روز نایبیان را در کاشان گرفتار کنند و وقتی متوجه فرارشان شدند، به شهر ریخته و برخی سربازان اموال مردم را غارت کردند. سرداران بختیاری هم دستور دادند تا تمام اموال به صاحبان‌شان برگردد. پس همه اموال در میدان شهر گذاشته شد تا هر کس مال خودش را بردارد.

### پس از جنگ جهانی اول
با شروع جنگ جهانی اول، نایبیان به قدرت بیشتری رسیدند. آن‌ها از قبل با آلمانی‌ها رابطه‌ای را آغاز کرده بودند تا سران قبایل و عشایر را علیه انگلیسی‌ها در کشور بشورانند. از این راه پول خوبی هم نصیبشان شد.
با شروع قحطی ۱۲۹۸–۱۲۹۶ ایران پس از جنگ جهانی اول، ماشالله خان شروع به پاک کردن گذشتهٔ خود کرد. از ثروتمندان می‌گرفت و بین فقرا پخش می‌کرد. درِ انبارهای غله را به زور باز و غلات را بین نانوایی‌ها پخش می‌کرد. ماشالله خان که از پدر خود باهوش‌تر بود، می‌دانست نمی‌تواند همیشه یاغی بماند و می‌خواست رویه‌ای تازه در پیش بگیرد. پس با انجام کارهای خیریه و عمرانی در کاشان تلاش می‌کرد تا خود را حامی مردم نشان دهد.

### نابودی
این نا آرامی‌ها برپا بود؛ تا اینکه در سال ۱۲۹۷ خورشیدی، میرزا حسن خان وثوق‌الدوله که به تازگی فرمان «رئیس‌الوزرایی» را از احمدشاه دریافت کرده بود، سعی در احضار و کشاندن ماشالله خان به تهران کرد. ماشالله خان به خاطر درگیری‌هایش با وثوق‌الدوله، می‌دانست مشکلی در این احضار وجود دارد؛ ولی وقتی سفارت انگلیس به او اطمینان داد که جانش در امان است، او هم با خیال راحت به تهران رفت. ولی در تهران او را بازداشت و به اعدام محکوم کردند. ماشالله خان در هفتم شهریورماه ۱۲۹۸ به دار آویخته شد.
به محض رد شدن ماشالله خان و سربازانش از قم و رهسپار شدن به پایتخت، نیروهای ژاندارمری به ریاست فضل‌الله خان وکیل‌الملک، طبق نقشه به سمت کاشان حرکت کردند. نایب حسین کاشی و گروهش در روستای فرح‌آباد کاشان مشغول استراحت بودند که ناگهان متوجه شدند توسط ژاندارمری تحت محاصره‌اند. پس جنگی میانشان درگرفت. او و گروهش توانستند به سمت قم فرار می‌کنند؛ ولی در بین راه با هم درگیر شدند. برخی اعضای گروهش که از قبل با ژاندارم‌ها توافق کرده بودند، با نایب حسین و پسرانش رودررو شده و جنگیدند. گلوله‌ای به دست نایب حسین می‌خورد، تیری شکم رضا پسرش را سوراخ می‌کند و علی پسر دیگرش هم از ناحیه پا زخمی می‌شود. ژاندارم‌ها بلافاصله هر سه را دستگیر و روانه تهران می‌کنند که رضا در بین راه می‌میرد. وثوق‌الدوله نایب حسین و پیروانش در تهران را نیز محاکمه و به اعدام محکوم کرد. نایب حسین در تاریخ ۱۸ آبان سال ۱۲۹۸، در میدان توپخانه تهران به دار آویخته شد. بدین ترتیب غائلهٔ «نایبیان کاشان» پایان یافت.

## نگرش‌ها
در روایتی از فردی ناشناس نقل شده:
روزی نایب حسین کاشی، خدمت ملا حبیب الله شریف رسید. ملا از او خواست که توبه کند؛ ولی نایب حسین گفت: من کار اشتباهی نکرده‌ام؛ من از ثروتمندان گرفته و به فقرا کمک می‌کنم. باید با بعضی از افراد ثروتمند اینگونه رفتار کرد. و برای اثبات حرفش به فردی که در آن مجلس حضور داشت، گفت: برو به یکی از افراد ثروتمند کاشان بگو ملا حبیب الله شریف گفته، برای کاری خیر به ۵۰ دینار محتاج است. فرد رفت و پس از مدتی با دست خالی بازگشت و گفت: به من گفتند که هم‌اکنون در تنگنا قرار دارم و برایم مقدور نیست؛ انشاالله چند روز دیگر کمک خواهم کرد. پس از آن نایب حسین به یکی از افراد خودش گفت: برو به همان فرد بگو که نایب حسین به ۵۰۰ دینار محتاج است. آن فرد رفت و بعد از مدتی با ۱۰۰۰ دینار برگشت و گفت: به من گفتند به نایب حسین سلام برسان و بگو این پول ناقابل است! در آن هنگام نایب حسین به ملا رو کرد و گفت: دیدی؟ آن فرد پول داشت، ولی نمی‌خواهد آن پول را به شما بدهد. و بعد از آن از محضر او مرخص شد.

## خصوصیات
دربارهٔ ویژگی و خصوصیات اخلاقی سران نایبیان گفته‌های گوناگونی وجود دارد. گروهی که از نوادگان نایب حسین هستند، آنان را پهلوان، عیار، حامی مردم و حتی مجاهد نامیده‌اند و شورش و طغیان آنان را انقلاب و حرکتی در دفاع از مملکت و جنبشی هم‌طراز جنبش جنگل و رهبران آن را پیرو میرزا کوچک خان جنگلی و سید جمال‌الدین اسدآبادی دانسته‌اند؛ درحالی که دیگران آنان را جزو اشرار و غارتگران، یاغیان، راهزنان و طغیانگران می‌دانند و سران آن را نیز به همین مضامین یاد می‌کنند.

### پسران نایب حسین
در میان پسران نایب حسین، ماشاءالله‌خان برازنده‌ترین و دارای روحیاتی لطیف‌تر نسبت به پدر بود؛ ولی دو فرزند دگر او نایب‌علی و اکبرخان بی‌باک، بی رحم و سنگ دل بودند و بیشتر قتل‌ها و بی رحمی‌های نایبیان که انجام گرفت توسط این دو فرزند او اتفاق افتاده‌است. اکبر شاه در طبس و نایب علی در اطراف کاشان کشته می‌شوند. البته برخی از فرزندان نایب حسین که به آموختن و سواد روی آورده بودند، از روحیه لطیف‌تری برخودار بودند و در هیچ‌گونه قتل و غارتگری شرکت نکرده‌اند.

### القاب نایبیان
نایبیان برای خود القاب پرشکوهی برگزیده و علاقه‌مند به نشر آن‌ها بودند. نایب حسین کاشی لقب «سالار اسلام»، ماشاءالله خان لقب «سردار جنگ» و «سردار اسلام»، حسن خان لقب «منصور لشکر»، نایب‌علی لقب «شجاع لشکر» و اکبرخان لقب «اکبرشاه» را به خود داده بودند.

### تعدد زوجات نایبیان
نایبیان اکثراً دارای تعدد زوجات بودند. علاوه بر خود نایب که چند همسر داشت، پسرش ماشاءالله خان که بعد او رهبر این گروه بود بیش از ۶۴ زن عقدی و صیغه‌ای داشته‌است.

### خصوصیات ماشالله خان
«ملا عبدالرسول مدنی کاشانی» که از عالمان و مجتهدین کاشان بود و در دوره نایب حسین می‌زیسته و کتاب‌های بسیاری نیز نوشته‌است، دربارهٔ خصوصیت و ویژگی ماشاءالله‌خان در کتاب تاریخ اشرار کاشان می‌نویسد:
«همواره به دسایس‌اش، بین اهالی شهر کدورت و خصومت می‌انداخت … عقل متحیر است که کسی که نسب عالی نداشته، بی‌سواد بوده، اهل سواد اعظم هم نبوده و تریاکی، به نحوی که آنی از کشیدن وافور فتوری نجسته، با این ذکاوت و زیرکی و جلادت و تزویر و چابکی و چالاکی و با استعداد باشد!»

## از منظر دیگران
برخی معتقداند که آنان، مبارزان آزادی‌خواه بودند که در حدود کاشان و مناطق پیرامون آن مشغول مبارزه آزادی خواهانه بودند و نایب حسین مردی بوده که به همراه فرزند بزرگش ماشاءالله‌خان و افرادش شروع به مبارزه با ظلم و استبداد کرده بودند و حکومت مرکزی نیز از سرکوب آنان ناتوان بود. برخی حتی «نایبیان کاشان» را از زمرهٔ عیاران و مجاهدان مشروطه دانسته‌اند.
درحالی که اکثر مورخان آنان را راهزنان و یاغیان مصادف با عصر مشروطه می‌دانند که هنوز جنایات آنها از حافظه تاریخی مردم کاشان نرفته‌است. عباس خوش‌عمل کاشانی کتاب خاطرات خطی یکی از نایبیان را در اختیار دارد که آن نایبی کارهای خود و سرکردگان و همرزمانش را توضیح داده‌است.

## کتاب‌ها
در موضوع نایب حسین کاشی و طغیانگری او و دیگر نایبیان، کتاب‌های مستقل و مرجعی موجود می‌باشد. از آن جمله:
- طغیان نایبیان کاشان
- نایبیان کاشان
- تاریخ اشرار کاشان
- حماسه نایبیان
- فتح‌نامه نایبی
- کاشان در جنبش مشروطه